# جينيفر بيلنغسلي
جينيفر بيلنغسلي (بالإنجليزية: Jennifer Billingsley)‏ هي ممثلة أمريكية، ولدت في 14 مايو 1942 في هونولولو في الولايات المتحدة.

## وصلات خارجية
- جينيفر بيلنغسلي على موقع IMDb (الإنجليزية)
- جينيفر بيلنغسلي على موقع قاعدة بيانات الفيلم (الإنجليزية)